# Galium laevigatum
Galium laevigatum är en måreväxtart som beskrevs av Carl von Linné. Galium laevigatum ingår i släktet måror, och familjen måreväxter. Inga underarter finns listade i Catalogue of Life.